# Seat
SEAT S.A. (acronyme de Sociedad Española de Automóviles de Turismo, « Société espagnole d'Automobiles de Tourisme ») est un constructeur automobile espagnol, filiale du groupe allemand Volkswagen depuis 1986. Le siège social du constructeur est basé à Martorell, une ville située dans la province de Barcelone en Espagne.

L'entreprise a été créée le 9 mai 1950 par la volonté du gouvernement espagnol avec l'aide du constructeur italien FIAT qui détenait 7 %. Il fut d'abord géré par l'Instituto Nacional de Industria (propriétaire de 51 % du capital), et fut maintenu jusqu'au début des années 1980 sous le contrôle de la firme turinoise.
En mai 2023, le groupe Volkswagen, propriétaire de la marque espagnole, annonce que la marque va cesser de produire des voitures en 2030. Elle deviendra une marque de mobilité à partir de cette date.

## Histoire

### Jusqu'à la première automobile SEAT
Le 22 juin 1943, la banque espagnole privée Banco Urquijo soutenue par son groupe d'industries fonde la « Sociedad Ibérica de Automóviles de Turismo » (SIAT), le prédécesseur de SEAT.
L'entreprise SEAT est créée le 9 mai 1950. Elle a d'abord produit des automobiles de marque FIAT sous licence, presque similaires aux modèles italiens, mais souvent déclinés de façon originale et propre au marché espagnol, notamment des versions quatre ou cinq portes de modèles qui n'existaient qu'en deux ou trois portes en Italie. De son côté, l'entreprise FIAT apporte son conseil technique et fournit les licences de production de ses modèles italiens jusqu'au début des années 1980. De 1919 jusqu'au début de la Guerre d'Espagne en 1939, FIAT avait produit des voitures en Espagne sous le nom de sa filiale FIAT Hispania.
La première automobile vendue sous la marque SEAT est la berline quatre portes « 1400 », copie parfaite de la Fiat 1400. Elle sort en novembre 1953 des chaînes de la nouvelle usine de l'entreprise située dans la zone franche de Barcelone, qui avait été inaugurée en juin de la même année. La Seat 1400 est produite jusqu'en 1963, date à laquelle elle revêt une nouvelle carrosserie, provenant de la Fiat 1800, et devient une berline cossue. L'année suivante, la 1400 est dotée d'un moteur de 1 500 cm3 de cylindrée au rendement bien meilleur, conçu par l'ingénieur Aurelio Lampredi, pour devenir, de façon non officielle, la 1400 « C », avant de s'appeler Seat 1500 et de rester pendant 10 ans au catalogue.

### La Seat 600, voiture-miracle de l'après-guerre espagnol

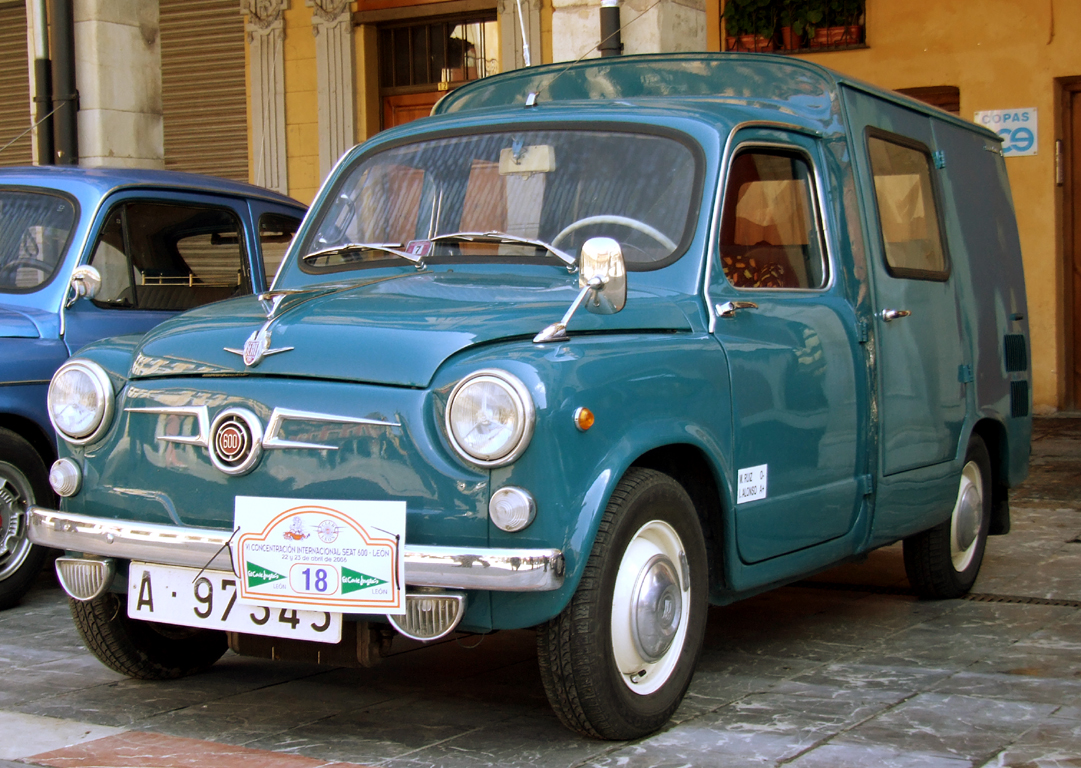
Seat 600 Formichetta (1959)

La Seat 600 naît en 1957. Son lancement coïncide avec l'arrêt de production du Biscooter (ou Biscúter (en) en espagnol), une toute petite voiture dessinée par Gabriel Voisin pour les marchés en développement et qui avait connu une popularité importante dans l'Espagne de l'après-guerre. Le parc automobile espagnol est alors composé surtout de camions, de motocyclettes et de moyens de transport public. La SEAT 600 est née du « Plan de développement » lancé à la même époque et devient le symbole officieux de la reconstruction nationale. Elle s'adresse à une clientèle aux moyens modestes, mais qui demande un véhicule économique, capable de se déplacer aisément en ville et de transporter personnes et bagages, et qui soit, surtout, une véritable automobile. À quelques différences mineures près, dont la principale est l'écusson sur la calandre, elle est parfaitement identique à la Fiat 600 italienne. Elle sera cependant produite en version quatre portes allongée avec petite vitre de custode arrière, à partir de 1963, sous le nom de Seat 800. Comme la Fiat 600, elle se dote d'un moteur de 767 cm3 et devient la 600D. Sa version commerciale, la Seat 600 Formichetta, est une petite fourgonnette propre au marché espagnol qui existe en version tôlée ou bâchée. Son architecture a priori paradoxale - fourgonnette à moteur arrière - reprend celle du Volkswagen Combi de la même époque. Dès la première année, les concessionnaires enregistrent 100 000 commandes de la nouvelle voiture et doivent même en refuser. La cadence de production passe de quatre-vingts exemplaires par jour au début de 1961 à 240 à la fin de 1964, ce qui fait chuter les coûts de production. La Seat 600 est souvent créditée d'avoir été l'automobile qui a mis l'Espagne sur roues ; elle possède même sa propre statue à Los Boliches, Fuengirola (Malaga). En 1971, une voiture sur quatre sur les routes espagnoles était une Seat 600. L'écrivain Manuel Vázquez Montalbán fit observer que « le jour où les Espagnols montèrent dans leurs 600, ils laissèrent leur passé derrière eux et partirent en week-end, pour un voyage dont ils ne sont jamais revenus ».

### Les succès des années 1960
La Seat 850 est lancée en 1966 et est accompagnée de la 850 Sport, toutes deux identiques (au logo près) aux modèles Fiat 850. La 850 espagnole a cependant été produite en version quatre portes de 1966 à 1974, avec un toit angulaire qui évoque celui de la future 124.
La Seat 124 commence sa carrière en 1968, deux ans après son homologue italienne, alors que Seat emploie 20 000 personnes et produit désormais 200 000 voitures par an. En 1969, elle est accompagnée d'une version espagnole de la Fiat 124 Coupé. Cette année là, la millionième Seat sort de chaîne, une 124 jaune. Initialement produite avec un moteur de 1 197 cm3, la 124 termine sa carrière avec des cylindrées de 1 600, 1 800 et 2 000 cm3 lancées en 1976. Elle a également été restylée avec des optiques rectangulaires et des feux arrière allongés de même forme rappelant ceux de la Seat 1430, qui date de 1969. Cette berline familiale aux performances sportives, équipée du moteur de 1 438 cm3 à double-arbre à cames en tête de la Fiat 124 S, est reconnaissable à ses doubles optiques carrées (différentes de celles de la Fiat 125 de la même époque), et parfois une calandre noir mat comme la bande qui relie les feux arrière. Elle connaît une vraie popularité auprès des pilotes espagnols et obtient de nombreux succès en compétition dans l'Espagne de cette époque.
La Seat 1430 est lancée en 1971 par le Département « Seat Véhicules Spéciaux », qui deviendra Seat Sport à partir de 1985. Chargé d'assurer la participation de la marque aux championnats de rallye, celui-ci engage deux 1430/124D Especial 1800 au Rallye automobile Monte-Carlo de 1977 avec pour pilotes Antonio Zanini et Salvador Cañellas qui se classent respectivement 3e et 4e.

### L'exportation, sous la tutelle de FIAT
En 1967, Seat est devenu le premier constructeur automobile en Espagne, y compris les marques étrangères implantées localement. L'État a réduit sa part dans le capital de la marque à 32 %, mais Fiat, dont la participation est passée à 36 % du capital, a pris le contrôle de la marque et de son développement. Six banques continuent de se partager les 32 % du capital restants. Le constructeur espagnol continue de dominer le marché national. Il produit 282 698 voitures en 1971, soit 58 % de la production nationale, malgré des grèves et d'importantes inondations du site de production, situé en bord de mer.
La Seat 127, parfaite réplique de la Fiat 127, sort en 1972. Caractéristique typiquement locale, la 127 existe également en version quatre portes. Elle se vend à 50 000 exemplaires en six mois. Les versions deux et quatre portes de la 127 seront ensuite équipées d'un hayon ; une version Samba, façon beach-car décapotable, verra aussi le jour. C'est aussi la fin d'une époque : la production de la mythique 600 s'arrête ; la dernière 600 L Especial quitte les chaînes de montage le 3 août 1973 après que 800 000 ont été produites. C'est un événement national rapporté par tous les médias du pays. La Seat 127 a quant à elle été produite au total à 1,3 million d'exemplaires.
Malgré la crise due au choc pétrolier l'année suivante, Seat dépasse le cap des deux millions de véhicules produits tout en continuant ses exportations, vers l'Amérique du Sud notamment, les marchés européens restant la chasse gardée de Fiat.
Les modèles se succèdent rapidement. La Seat 132, clone espagnol de la Fiat 132 italienne, est lancée en 1973. Cette année, avec la 1430, grâce à l'aide de Fiat, ces deux modèles vont compter parmi les importations automobiles les plus importantes en Grèce et Finlande. En 1974, c'est au tour de la Seat 133 de voir le jour. Il s'agit d'une voiture originale, développée par le bureau d'études Seat, qui combine le style de l'arrière de la 127, une plateforme de 850 et un avant de Fiat 126. Elle est exportée sous le nom de Fiat 133 Costruzione SEAT.

### Le marché espagnol s'ouvre
En 1975, à la mort du général Franco, une nouvelle ère pleine de promesses débute, qui laisse entrevoir l'ouverture du marché espagnol aux importations étrangères, longtemps rendues impossibles par le verrouillage des frontières. Les constructeurs automobiles sont tapis en embuscade ; Fiat, qui espère reprendre la main sur la société espagnole, monte à hauteur de 52 % du capital de l'entreprise espagnole. Le centre technique de Martorell est inauguré et Seat lance sa version locale de la Fiat 131 Mirafiori mais équipée des moteurs de la Seat 124.
En 1976, sur ordre de son actionnaire majoritaire étatique, l'Instituto Nacional de Industria, Seat doit acquérir au prix fort, afin de sauvegarder les emplois, les installations d'Authi, qui est en faillite.  Cette coentreprise fondée en 1965 entre NMQ et British Motor Corporation devenue British Leyland, produisait des évolutions de modèles britanniques sous licence à Landaben, dans la banlieue de Pampelune. Il est convenu que Seat construise sur ce site la Lancia Beta sous licence pour le marché espagnol en pleine expansion, mais encore fortement protégé. Seront finalement produites dans les usines de Landaben, la 124 Pamplona, la 131 Mirafiori, ainsi que la Lancia Beta Coupé et Beta HPE (à la carrosserie « break de chasse ») avec des systèmes de suspension simplifiés et des motorisations moins puissantes pour bénéficier d'une taxation favorable.

### La période des ambitions
Mais en 1976 toujours, la marque crée la surprise en lançant la Seat 1200 Sport, une voiture totalement originale, inspirée par un projet de la défunte marque NSU et non par Fiat. Cette traction avant deux portes a été entièrement dessinée au centre technique de Martorell en Catalogne. Elle se distingue par ses boucliers noirs (qui lui valent le surnom de « Bocanegra » en espagnol, qui se traduirait en français par « bouche noire »), ses optiques en meurtrière horizontale et des lignes modernes un peu dans le style de la Volkswagen Scirocco de la même époque. Les ouïes sur les ailes arrière rappellent que le projet original de NSU devait être une propulsion à moteur arrière. Elle est exportée dans toute l'Europe, mais ne connaît pas du tout le succès escompté : elle est malheureusement sous-motorisée car équipée de l'ancien moteur Fiat de 1 197 cm3 de la 124 et son freinage est jugé insuffisant. L'adoption du moteur de la berline sportive 1430 et de la dénomination « 1430 Sport », et des modifications du carburateur créent de fait la 1200 Sport 2e série, mais n'enrayent pas la désaffection des acheteurs. Avec ce modèle cependant s'opère une prise de conscience que Seat et l'industrie espagnole tout entière ont désormais la capacité de fabriquer des produits originaux sans devoir faire appel à des licences ou des technologies étrangères. Les feux arrière de la 1200 Sport préfigurent d'ailleurs ceux de la future Fiat Ritmo lancée en 1978. La Seat du même nom sortira l'année suivante.
À l'aube des années 1980, Seat a produit quatre millions de véhicules sous licence Fiat. Malgré des ventes honorables, sa stratégie d'expansion, au demeurant très coûteuse, et le deuxième choc pétrolier de 1979 finissent par porter un coup sévère aux comptes de la marque espagnole.

### Séparation de FIAT
Après la mort de Franco, l'INI, actionnaire des anciennes compagnies nationales, a reçu la mission de vendre les entreprises déficitaires dans lesquelles l'État espagnol détenait une participation. Depuis sa création, Seat a surtout produit des modèles Fiat étudiés à Turin. La négociation pour le rachat complet de la société espagnole par le groupe italien s'annonçait favorable. Mais un audit commandé pour l'occasion par Gianni Agnelli, le patron de Fiat, mit en évidence, à la grande surprise des dirigeants de Fiat, une dette cachée qui dépassait les vingt milliards de pesetas. La société employait 32 000 salariés, soit 30 % de trop selon les critères italiens, et sa situation financière avait été aggravée par le rachat forcé de la marque et des installations d'Authi lorsque celle-ci avait fait faillite. Fiat exigea donc que l'État espagnol procède à l’apurement des comptes de Seat avant de racheter la totalité de la société dans laquelle la firme italienne avait déjà beaucoup investi.
En avril 1979, un « projet d'accord d'intégration préliminaire » est signé pour confier le contrôle de la société Seat aux dirigeants italiens et son intégration dans le groupe Fiat était prévue à partir de juin 1980, date d'expiration du contrat trentenaire d'origine entre Fiat et l'INI. De son côté, la multinationale italienne faisait face à de graves tensions sociales en Italie : les syndicats et le PCI faisaient campagne contre cet investissement car ils craignaient des délocalisations. Fiat décida de ne pas poursuivre dans les délais fixés par le projet d'accord tant que la situation financière ne serait pas réglée. Le groupe italien avait déjà versé trois milliards de pesetas pour la première augmentation de capital et s'apprêtait à verser la même somme pour la seconde et dernière tranche. Mais le gouvernement espagnol refusa toute intervention financière. Aussi, coté espagnol, ce fut une surprise générale lorsque le patron de Fiat, partenaire tutélaire de SEAT depuis les années 1950, annonça qu'il céderait toutes ses actions Seat à l'INI pour la somme symbolique de une peseta par action.
L'INI détenait désormais 95 % de Seat. Un accord de coopération « léger » est cependant signé avec Fiat le 29 mai 1981 qui autorise Seat à poursuivre la production sous licence des modèles en cours en procédant immédiatement au restylage des modèles d'origine italienne 127, Ritmo et Panda, sans se limiter aux éléments visibles intérieurs et extérieurs, mais en prenant également en compte des éléments « significatifs ».

### L'arrivée de Volkswagen, la griffe de Porsche et de Giugiaro
En 1982, un changement crucial intervient dans la vie de l'entreprise. Depuis l'arrêt de la coopération avec FIAT, plus aucun projet nouveau n'est étudié. Les ventes chutent inexorablement et le constructeur espagnol cherche des contrats de sous-traitance pour produire des automobiles pour le compte d'autres constructeurs afin de ne pas faire faillite. Volkswagen qui voulait depuis de longues années s'implanter en Espagne, devient partenaire industriel et commercial de SEAT : la marque allemande assiste SEAT pour la commercialisation de ses modèles hors de son marché national tandis que certains modèles Audi et Volkswagen sont désormais fabriqués en Espagne dans les usines SEAT. Les comptes du constructeur espagnol restant dans le rouge, le gouvernement espagnol voyant la faillite de SEAT arriver à grands pas, choisit de renflouer SEAT avec 180 milliards de pesetas de subventions, ce qui lui permet de vendre une première tranche de 50 % de SEAT à Volkswagen pour 40 milliards de pesetas. À cette occasion, FIAT exprime largement son désaccord, faisant remarquer une différence de traitement manifeste par le refus en 1980 du gouvernement espagnol de couvrir les 20 milliards de dettes de l'entreprise en échange du prix de vente de ses parts.
La même année, le constructeur espagnol lance la SEAT Ronda, une FIAT Ritmo avec l'avant et l'arrière très légèrement remodelés. La Ronda, qui inaugure chez SEAT une nomenclature de modèles basée sur des noms de villes espagnoles, est à l’origine d’un sérieux contentieux avec FIAT. Elle est identique à la version restylée de la Ritmo que le groupe italien s'apprêtait à lancer (et dont les équipes espagnoles avaient eu connaissance), qui se voyait ainsi couper l'herbe sous le pied. FIAT accuse SEAT de plagiat et lui intente un procès. De son côté, pour montrer la différence, le PDG de SEAT, Juan Miguel Antoñanzas, fait une très habile présentation comparative à la presse d’une Ronda où toutes les pièces originales de la voiture espagnole sont peintes en jaune vif.
L’année suivante, la SEAT Fura, extrapolation de la FIAT 127 3e série apparaît. Elle se distingue par des faces avant et arrière intégrées aux boucliers, qui se prolongent sur les flancs et les entourages de roue.
La SEAT Ibiza, lancée en 1984 à partir d’un projet refusé de Volkswagen Golf II, constitue le premier modèle entièrement original de SEAT. Elle a tout pour créer l'événement : dessinée par les équipes d'Italdesign du styliste italien Giorgetto Giugiaro sur la plateforme de l'ancienne 127, ses moteurs essence sont revisités par Porsche comme l'indique un monogramme de la marque allemande sur les ailes de la voiture sauf le moteur diesel qui est celui de l'ancienne SEAT Ritmo d'origine FIAT. Sa version 3-volumes, la Malaga, qui reprend aussi la structure de l'ancienne Ritmo, sort l’année suivante. Toutes deux seront handicapées par des problèmes de qualité, notamment les premières versions diesel insuffisamment isolées, alors que Volkswagen n’était pas encore véritablement impliqué dans la conception des modèles. Cela montre également les limites de SEAT à fonctionner de façon autonome sans l'appui d'un autre constructeur et d'un système où ses « nouveaux » modèles sont obligés de reprendre de nombreuses pièces et l'architecture des modèles plus anciens.

### Volkswagen majoritaire au capital

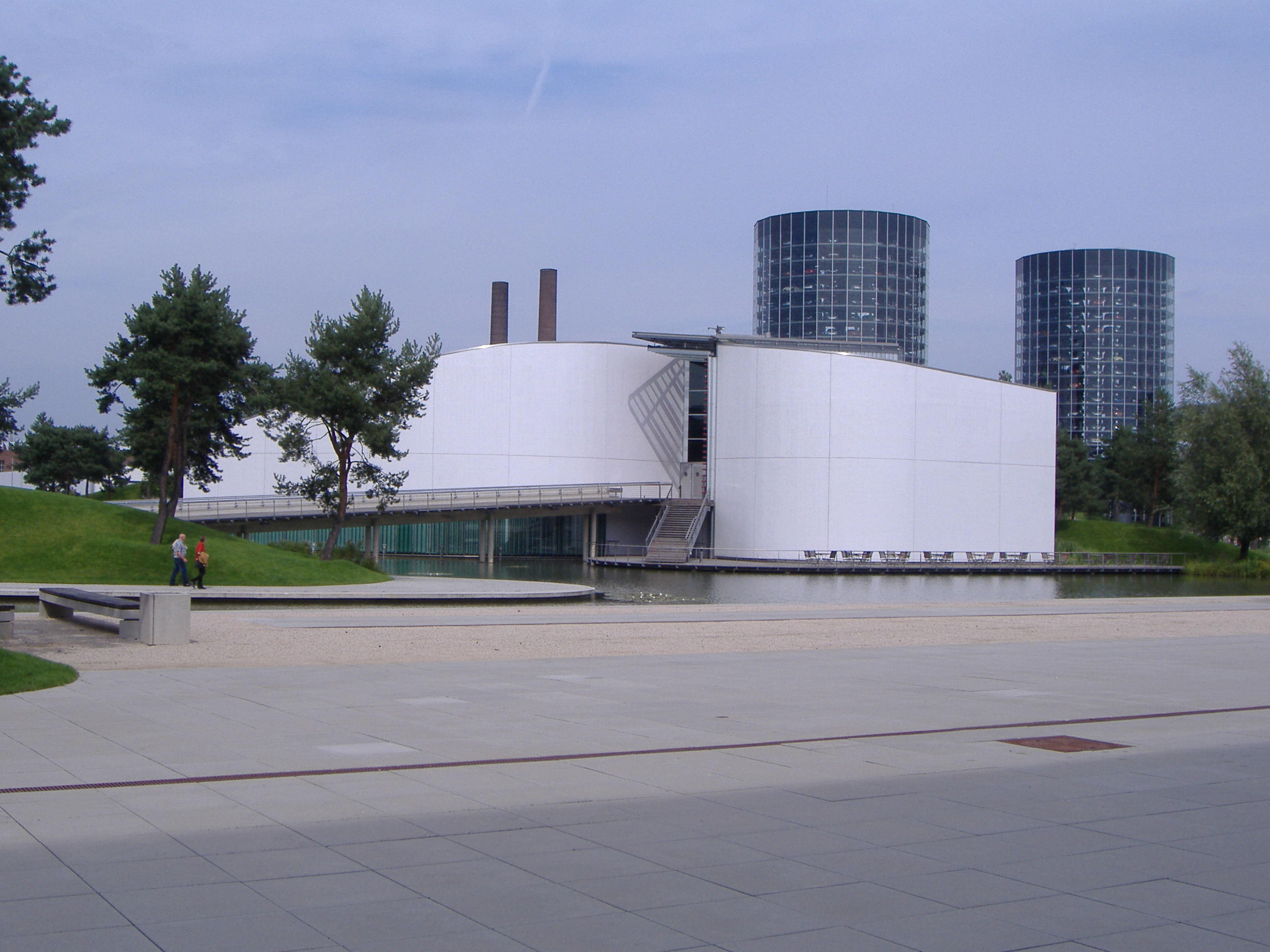
Le pavillon Seat d'Autostadt à Wolfsbourg

Mais en juin 1986, le groupe Volkswagen rachète 51 % des actions de SEAT, puis monte à hauteur de 75 % quelques mois plus tard. SEAT devient la troisième marque du groupe allemand. La production atteint un record historique de 400 000 unités par an, tandis que les exportations atteignent 250 000 véhicules. La SEAT Marbella, copie restylée de la première version de la SEAT Panda d'origine FIAT, voit le jour. Voiture économique dont la fiabilité résulte de l'expérience accumulée depuis le lancement de la FIAT Panda en 1980, elle constitue un succès commercial et sera produite jusqu'en 1998.
En 1988, pour la première fois depuis longtemps, les comptes de SEAT sortent du rouge grâce notamment au succès de l'Ibiza, produite à 500 000 exemplaires, qui devient le modèle phare de la marque et dont le millionième exemplaire sort des chaînes en 1991. Synonyme du renouveau de SEAT, elle est restylée et refondue plusieurs fois et poursuit sa carrière aujourd'hui.
La même année, la Toledo, premier modèle issu de la coopération directe avec Volkswagen, vient remplacer la Málaga qui n'a jamais vraiment séduit en Europe. Modèle aux lignes modernes et « méditerranéennes » avec une préférence pour les trois volumes, disposant d'une gamme de motorisation 4-cylindres de 68 à 150 ch, la Toledo devient rapidement un succès sur son segment en Espagne. Elle est le fruit d'une étroite collaboration avec Volkswagen, qui détient désormais 99,99 % du capital, le 0,01 % restant appartenant à des banques. Ce sont près de 2 000 Toledo qui équipent la flotte officielle des Jeux olympiques de Barcelone en 1992, dont SEAT est le fournisseur officiel de véhicules.
En 1993, SEAT lance la nouvelle Ibiza construite sur la base de la Volkswagen Polo, avec des motorisations de 50 à 150 ch issues de la gamme Polo et Golf. En février, le roi Juan Carlos Ier inaugure la nouvelle usine de Martorell, construite pour un coût de 30 000 millions de pesetas. Présentée comme « l'usine automobile la plus moderne d'Europe », Martorell occupe 3 millions de m², dont 700 000 construits, et emploie 8 500 personnes, capables de produire 1 500 véhicules par jour. Les installations historiques de la Zona Franca de Barcelone deviennent un centre d'étude et d'essais.
En 2015, SEAT est une des quatre marques du groupe impliquées dans l'affaire Volkswagen liée au trucage de tests d’émissions polluantes.

## Identité visuelle

Logos de SEAT
Logo de 1953 à 1960
Logo de 1960 à 1962
Logo de 1962 à 1968
Logo de 1968 à 1970
Logo de 1970 à 1982
Logo de 1982 à 1992
Logo de 1992 à 1999
Logo SEAT de 1999 à 2012
Logo 2012 à 2017
Logo depuis 2017
Logo depuis 2020

## Chiffres de vente
|      |         |         |         |         |         |         |         |         |         | 100 000 |         |         |         |         |         |         |         |         |         | 200 000 |         |         |         |         |         |         |         |         |         | 300 000 |         |         |         |         |         |         |         |         |         | 400 000 |         |         |         |         |         |         |         |         |         | 500 000 |         |         |         |         |         |         |         |         |  | 600 000 |  |  |  |  |  |  |  |  |  |  |  |  |
| 2011 | 353 000 | 353 000 | 353 000 | 353 000 | 353 000 | 353 000 | 353 000 | 353 000 | 353 000 | 353 000 | 353 000 | 353 000 | 353 000 | 353 000 | 353 000 | 353 000 | 353 000 | 353 000 | 353 000 | 353 000 | 353 000 | 353 000 | 353 000 | 353 000 | 353 000 | 353 000 | 353 000 | 353 000 | 353 000 | 353 000 | 353 000 | 353 000 | 353 000 | 353 000 | 353 000 | 353 000 |         |         |         |         |         |         |         |         |         |         |         |         |         |         |         |         |         |         |         |         |         |         |  |         |  |  |  |  |  |  |  |  |  |  |  |  |
| 2012 | 321 000 | 321 000 | 321 000 | 321 000 | 321 000 | 321 000 | 321 000 | 321 000 | 321 000 | 321 000 | 321 000 | 321 000 | 321 000 | 321 000 | 321 000 | 321 000 | 321 000 | 321 000 | 321 000 | 321 000 | 321 000 | 321 000 | 321 000 | 321 000 | 321 000 | 321 000 | 321 000 | 321 000 | 321 000 | 321 000 | 321 000 | 321 000 | 321 000 |         |         |         |         |         |         |         |         |         |         |         |         |         |         |         |         |         |         |         |         |         |         |         |         |         |  |         |  |  |  |  |  |  |  |  |  |  |  |  |
| 2013 | 355 000 | 355 000 | 355 000 | 355 000 | 355 000 | 355 000 | 355 000 | 355 000 | 355 000 | 355 000 | 355 000 | 355 000 | 355 000 | 355 000 | 355 000 | 355 000 | 355 000 | 355 000 | 355 000 | 355 000 | 355 000 | 355 000 | 355 000 | 355 000 | 355 000 | 355 000 | 355 000 | 355 000 | 355 000 | 355 000 | 355 000 | 355 000 | 355 000 | 355 000 | 355 000 | 355 000 |         |         |         |         |         |         |         |         |         |         |         |         |         |         |         |         |         |         |         |         |         |         |  |         |  |  |  |  |  |  |  |  |  |  |  |  |
| 2014 | 390 500 | 390 500 | 390 500 | 390 500 | 390 500 | 390 500 | 390 500 | 390 500 | 390 500 | 390 500 | 390 500 | 390 500 | 390 500 | 390 500 | 390 500 | 390 500 | 390 500 | 390 500 | 390 500 | 390 500 | 390 500 | 390 500 | 390 500 | 390 500 | 390 500 | 390 500 | 390 500 | 390 500 | 390 500 | 390 500 | 390 500 | 390 500 | 390 500 | 390 500 | 390 500 | 390 500 | 390 500 | 390 500 | 390 500 | 390 500 |         |         |         |         |         |         |         |         |         |         |         |         |         |         |         |         |         |         |  |         |  |  |  |  |  |  |  |  |  |  |  |  |
| 2015 | 400 037 | 400 037 | 400 037 | 400 037 | 400 037 | 400 037 | 400 037 | 400 037 | 400 037 | 400 037 | 400 037 | 400 037 | 400 037 | 400 037 | 400 037 | 400 037 | 400 037 | 400 037 | 400 037 | 400 037 | 400 037 | 400 037 | 400 037 | 400 037 | 400 037 | 400 037 | 400 037 | 400 037 | 400 037 | 400 037 | 400 037 | 400 037 | 400 037 | 400 037 | 400 037 | 400 037 | 400 037 | 400 037 | 400 037 | 400 037 | 400 037 |         |         |         |         |         |         |         |         |         |         |         |         |         |         |         |         |         |  |         |  |  |  |  |  |  |  |  |  |  |  |  |
| 2016 | 410 200 | 410 200 | 410 200 | 410 200 | 410 200 | 410 200 | 410 200 | 410 200 | 410 200 | 410 200 | 410 200 | 410 200 | 410 200 | 410 200 | 410 200 | 410 200 | 410 200 | 410 200 | 410 200 | 410 200 | 410 200 | 410 200 | 410 200 | 410 200 | 410 200 | 410 200 | 410 200 | 410 200 | 410 200 | 410 200 | 410 200 | 410 200 | 410 200 | 410 200 | 410 200 | 410 200 | 410 200 | 410 200 | 410 200 | 410 200 | 410 200 | 410 200 |         |         |         |         |         |         |         |         |         |         |         |         |         |         |         |         |  |         |  |  |  |  |  |  |  |  |  |  |  |  |
| 2017 | 468 400 | 468 400 | 468 400 | 468 400 | 468 400 | 468 400 | 468 400 | 468 400 | 468 400 | 468 400 | 468 400 | 468 400 | 468 400 | 468 400 | 468 400 | 468 400 | 468 400 | 468 400 | 468 400 | 468 400 | 468 400 | 468 400 | 468 400 | 468 400 | 468 400 | 468 400 | 468 400 | 468 400 | 468 400 | 468 400 | 468 400 | 468 400 | 468 400 | 468 400 | 468 400 | 468 400 | 468 400 | 468 400 | 468 400 | 468 400 | 468 400 | 468 400 | 468 400 | 468 400 | 468 400 | 468 400 | 468 400 |         |         |         |         |         |         |         |         |         |         |         |  |         |  |  |  |  |  |  |  |  |  |  |  |  |
| 2018 | 517 600 | 517 600 | 517 600 | 517 600 | 517 600 | 517 600 | 517 600 | 517 600 | 517 600 | 517 600 | 517 600 | 517 600 | 517 600 | 517 600 | 517 600 | 517 600 | 517 600 | 517 600 | 517 600 | 517 600 | 517 600 | 517 600 | 517 600 | 517 600 | 517 600 | 517 600 | 517 600 | 517 600 | 517 600 | 517 600 | 517 600 | 517 600 | 517 600 | 517 600 | 517 600 | 517 600 | 517 600 | 517 600 | 517 600 | 517 600 | 517 600 | 517 600 | 517 600 | 517 600 | 517 600 | 517 600 | 517 600 | 517 600 | 517 600 | 517 600 | 517 600 | 517 600 |         |         |         |         |         |         |  |         |  |  |  |  |  |  |  |  |  |  |  |  |
| 2019 | 574 100 | 574 100 | 574 100 | 574 100 | 574 100 | 574 100 | 574 100 | 574 100 | 574 100 | 574 100 | 574 100 | 574 100 | 574 100 | 574 100 | 574 100 | 574 100 | 574 100 | 574 100 | 574 100 | 574 100 | 574 100 | 574 100 | 574 100 | 574 100 | 574 100 | 574 100 | 574 100 | 574 100 | 574 100 | 574 100 | 574 100 | 574 100 | 574 100 | 574 100 | 574 100 | 574 100 | 574 100 | 574 100 | 574 100 | 574 100 | 574 100 | 574 100 | 574 100 | 574 100 | 574 100 | 574 100 | 574 100 | 574 100 | 574 100 | 574 100 | 574 100 | 574 100 | 574 100 | 574 100 | 574 100 | 574 100 | 574 100 | 574 100 |  |         |  |  |  |  |  |  |  |  |  |  |  |  |
| 2020 | 399 600 | 399 600 | 399 600 | 399 600 | 399 600 | 399 600 | 399 600 | 399 600 | 399 600 | 399 600 | 399 600 | 399 600 | 399 600 | 399 600 | 399 600 | 399 600 | 399 600 | 399 600 | 399 600 | 399 600 | 399 600 | 399 600 | 399 600 | 399 600 | 399 600 | 399 600 | 399 600 | 399 600 | 399 600 | 399 600 | 399 600 | 399 600 | 399 600 | 399 600 | 399 600 | 399 600 | 399 600 | 399 600 | 399 600 | 399 600 |         |         |         |         |         |         |         |         |         |         |         |         |         |         |         |         |         |         |  |         |  |  |  |  |  |  |  |  |  |  |  |  |
| 2021 | 391 200 | 391 200 | 391 200 | 391 200 | 391 200 | 391 200 | 391 200 | 391 200 | 391 200 | 391 200 | 391 200 | 391 200 | 391 200 | 391 200 | 391 200 | 391 200 | 391 200 | 391 200 | 391 200 | 391 200 | 391 200 | 391 200 | 391 200 | 391 200 | 391 200 | 391 200 | 391 200 | 391 200 | 391 200 | 391 200 | 391 200 | 391 200 | 391 200 | 391 200 | 391 200 | 391 200 | 391 200 | 391 200 | 391 200 | 391 200 |         |         |         |         |         |         |         |         |         |         |         |         |         |         |         |         |         |         |  |         |  |  |  |  |  |  |  |  |  |  |  |  |
| 2022 | 232 700 | 232 700 | 232 700 | 232 700 | 232 700 | 232 700 | 232 700 | 232 700 | 232 700 | 232 700 | 232 700 | 232 700 | 232 700 | 232 700 | 232 700 | 232 700 | 232 700 | 232 700 | 232 700 | 232 700 | 232 700 | 232 700 | 232 700 | 232 700 |         |         |         |         |         |         |         |         |         |         |         |         |         |         |         |         |         |         |         |         |         |         |         |         |         |         |         |         |         |         |         |         |         |         |  |         |  |  |  |  |  |  |  |  |  |  |  |  |
| 2023 | 288 400 | 288 400 | 288 400 | 288 400 | 288 400 | 288 400 | 288 400 | 288 400 | 288 400 | 288 400 | 288 400 | 288 400 | 288 400 | 288 400 | 288 400 | 288 400 | 288 400 | 288 400 | 288 400 | 288 400 | 288 400 | 288 400 | 288 400 | 288 400 | 288 400 | 288 400 | 288 400 | 288 400 | 288 400 |         |         |         |         |         |         |         |         |         |         |         |         |         |         |         |         |         |         |         |         |         |         |         |         |         |         |         |         |         |  |         |  |  |  |  |  |  |  |  |  |  |  |  |

## Lieux de production
En décembre 2018, le constructeur annonce la production de son dix millionième véhicule dans son usine espagnole de Martorell, inaugurée en 1993.
| PAYS      | LIEU                              | RÉGION     |
| --------- | --------------------------------- | ---------- |
| Espagne   | Martorell                         | Barcelone  |
| Espagne   | Zona Franca                       | Barcelone  |
| Portugal  | Palmela                           | Lisbonne   |
| Slovaquie | Bratislava                        | Bratislava |
| Tchéquie  | Kvasiny                           | Bohême     |
| Allemagne | Wolfsburg                         | Basse-Saxe |
| Algérie   | Zone industrielle de Sidi Khettab | Relizane   |

Source : site motorsport

## Gamme

### Cupra
Cupra est à l'origine la division sportive de la marque SEAT. Les versions sportives des modèles SEAT reçoivent une version Cupra, comme la León ou l'Ateca.
Le 22 février 2018, Cupra devient une marque à part entière.

### Anciens modèles sur base FIAT
- SEAT 1400
- SEAT 600
- SEAT 800
- SEAT 1500
- SEAT 850
- SEAT 850 Coupé
- SEAT 850 Sport
- SEAT 124
- SEAT 124 Sport Coupé
- SEAT 1430
- SEAT 127
- SEAT 131 Mirafiori
- SEAT 131 SuperMirafiori
- SEAT 132
- SEAT 133
- SEAT 128 3P Coupé
- SEAT 1200 Sport (Bocanegra)
- SEAT Ritmo
- SEAT Lancia Beta Coupé
- SEAT Lancia Beta HPE
- SEAT Panda
- SEAT Trans
- SEAT Ronda
- SEAT Fura
- SEAT Marbella
- SEAT Terra
- SEAT Malaga

### Anciens modèles

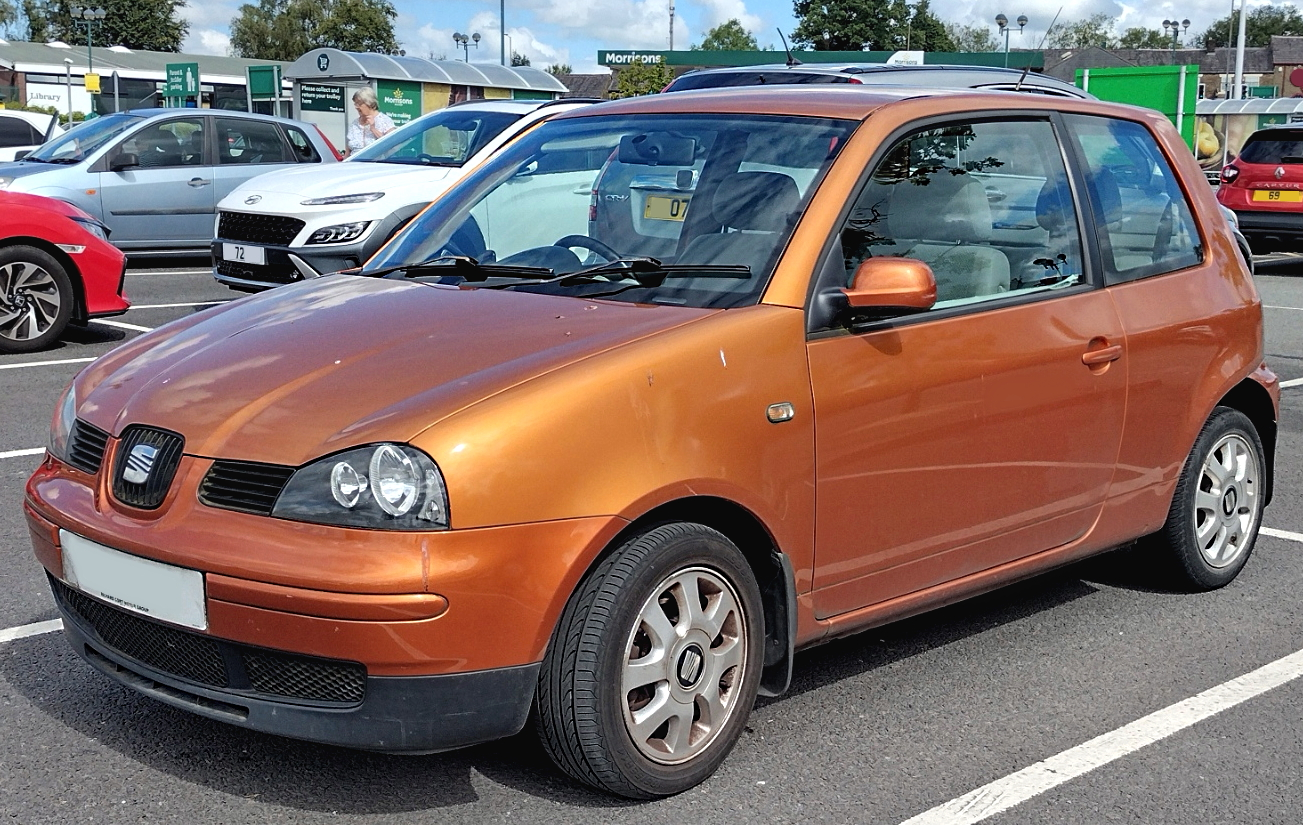
SEAT Arosa

- Seat Inca (véhicule utilitaire compact, clone du Volkswagen Caddy 9K)
- Seat Arosa (petite citadine, clone de la Volkswagen Lupo)
- Seat Córdoba (berline citadine, remplace la SEAT Malaga)
- Seat Exeo (berline familiale, basée sur l'Audi A4 B7)
- Seat Altea (monospace compact)
- Seat Toledo (berline familiale puis berline compacte)
- Seat Mii (petite citadine, clone de la Volkswagen up! et de la Skoda Citigo)
- Seat Alhambra (grand monospace, clone du Volkswagen Sharan)
- Seat Tarraco (grand SUV, clone du Škoda Kodiaq I et du Volkswagen Tiguan II)

### Gamme actuelle
| modèle       | Années      | Notes | Images              |
| Seat Ibiza V | Depuis 2017 | Citadine polyvalente. Basée sur le châssis des Volkswagen Polo VI, Audi A1, Skoda Fabia IV                              | une voiture orange  |
| Seat León IV | Depuis 2020 | Compacte en version 5 portes et break (ST) Développée sur la plateforme des Volkswagen Golf VIII,Audi A3, Skoda Octavia | une voiture blanche |
| Seat Arona   | Depuis 2017 | Crossover. Développé sur la plateforme des Volkswagen Polo VI et Seat Ibiza V.                                          | une voiture rouge   |
| Seat Ateca   | Depuis 2016 | SUV compact basé sur les Groupe Volkswagen (Volkswagen T-Roc, Škoda Karoq et Audi Q3)                                   | une voiture grise   |

### Concept-cars
- Seat Proto T
- Seat Proto TL
- Seat Proto C
- Seat Marbella Playa
- Seat Toledo Exclusive
- Seat Concepto T / Concept T Cabriolet
- Seat Rose
- Seat Bolero
- Seat Formula
- Seat Tango / Tango Racer
- Seat Salsa / Salsa emocion /Salsa Racer
- Seat CoupeSport "Bocanegra" (devenu plus tard la Ibiza Cupra Bocanegra)
- Seat Tribu Concept
- Seat Ibz
- Seat IBe
- Seat Ibx
- Seat IbL
- Seat el-Born
- Seat toledo cupra.

### Trottinettes électriques
Le 13 novembre 2018, Seat présente sa première trottinette électrique : la eXS KickScooter. Produite en partenariat avec Segway, cette dernière aura une vitesse limitée à 25 km/h et une autonomie de 25 km. Elle est commercialisée depuis le mois de décembre 2018.

### Scooters électriques
- Mo (Silence S01 rebadgé)[22]